# Forcipomyia cacaoi
Forcipomyia cacaoi är en tvåvingeart som beskrevs av Paul Dessart 1963. Forcipomyia cacaoi ingår i släktet Forcipomyia och familjen svidknott. Inga underarter finns listade i Catalogue of Life.